# 佐藤実絵子
佐藤 実絵子（さとう みえこ、1986年〈昭和61年〉6月24日 - ）は、日本のタレント・シンガーソングライターであり、女性アイドルグループ・SKE48チームSの元メンバーである。
愛知県出身。セントラルジャパン所属。SKE48加入以前もシンガーソングライターとして活動していた。旧芸名は風香 今宵（ふうか こよい）。

## 略歴
2007年
- 4月4日、自主制作シングル「夏の思い出」をリリース。[4][5]
- 8月、ヴォーカルアカデミーオブ東京名古屋校で行われた、ソニーミュージックグループの新人発掘セクションのSDグループによるオーディションにおいてピックアップされる[6]。
- 11月5日、SHIBUYA-AXで開催されたモバゲーミュージックオーディションにおいて審査員特別賞を受賞[7]。その後、ファーストミニアルバム『MY WAY』発売。

2008年
- 3月、アスナル「Push Up アーティスト」に選出され[8]、『PaniCrew×アスナルトレジャー』公開放送にゲスト出演[9]。
- 4月、モバゲーミュージック クリエイターズVol.1 発売（9曲目）[10]。
- 7月31日、『SKE48オープニングメンバーオーディション』に合格（応募総数2,670名、最終合格者22名）。
- 10月5日、『SKE48 チームS 1st Stage「PARTYが始まるよ」』公演にて選抜メンバー16名のうちの一人として公演デビュー。

2009年
- 2月14日、『チームS 2nd Stage「手をつなぎながら」』公演で森紗雪と入れ替わる形で研究生に降格。
- 5月25日、新たに発足したチームKIIのメンバーに選出、再昇格を果たした。6月13日、『SKE48 チームKII 1st Stage「会いたかった」』公演より、再び正規メンバーとして参加。

2014年
- 2月24日、「AKB48グループ大組閣祭り〜時代は変わる。だけど、僕らは前しか向かねえ!〜」のチーム再編でSKE48チームKIIからチームSへ副リーダーとしての異動が発表された[11]。
- 4月25日、チーム再編後の新体制での「制服の芽」公演初日において、チームSとして活動を開始。
- 12月24日、同日行われたチームS公演において、2015年3月にSKE48を卒業することを発表した[12]。

2015年
- 3月22日、チームS公演において卒業公演が実施された。
- 4月1日、AKSからセントラルジャパンへ移籍。
- 10月17日、1stアルバム『約束』を発売[13]。

2016年
- 12月21日、シングル「モウチョット/きみは魔法使い/⾵になったあなたへ」リリース。

2017年
- 6月10日、ワンマンライブ「佐藤実絵子 summer live 2017 --風音--」（名古屋ReNY limited）
- 11月11日、自身のブログで一般男性と結婚したことを公表した[14]。

2018年
- 5月8日、一般財団法人 民族衣裳文化普及協会より、第33回国民文化祭おおいた2018 PR大使に任命された[15]。
- 9月10日公開のサカモト「だしはこれ」にCMソングで出演。
- 10月31日、2nd アルバム「Life」発売開始。
- 11月9日、10th anniversary「Life」を名古屋・ReNY limitedにて開催。

2019年
- 1月5日、映画「アニメ女子・外伝～藍の翼・カーレッジ～」の主題歌に「Life」、挿入歌に「風音」が採用される[16]。
- 7月22日、Youtubeチャンネルを開設。
- 9月29日、民族衣裳文化普及協会認定講師となり「着付けの先生」資格を取得

2021年
- 5月9日、第1子女児を出産[17]。

## 人物
- 風香今宵名義で活動していた頃は、作詞・作曲・打ち込み・弾き語りを全て自身で手がけていた[8]。
- 特技は書道[18]。Google+で作品を披露したり[19]、毛筆の部での昇段級試験合格の報告（準特段[20]、特段[21]、準師範[22]）をしている。2014年11月1日より昇段級の最高である師範を取得した[23]。雅号は橙葉（とうは）。
- 趣味は料理、ヘアアレンジ、読書[18]。
- シンガーソングライター志望で[2]、将来の夢は、マルチに活動する東海地方No.1のタレント[18]。
- 好きな食べ物は茶碗蒸し[18]。好きな言葉は「継続は力なり」[18]。

### SKE48
- 愛称は、姉さん[24]、みえぴー[25]。
- SKE48アイドル研究会副キャプテン兼入会処理係。
- 『SKE48学園』の企画から誕生したバンド「全力GIRLS」ではキーボードを担当したほか、コーラスパートのアレンジも手がけた[26]。
- 全グループの歴代メンバーで唯一の1986年度生まれである。

## 作品

### 参加作品
| リリース日   | タイトル                                 | 規格品番   | 楽曲      | 備考         |
| ------------ | ---------------------------------------- | ---------- | --------- | ------------ |
| 2008年4月4日 | モバゲーミュージック クリエイターズVol.1 | RRCD-85365 | 09.My way | 風香今宵名義 |

### 映像作品
| リリース日    | タイトル | 規格品番  | 販売形態          | 備考                          |
| ------------- | -------- | --------- | ----------------- | ----------------------------- |
| 2015年9月22日 | Answer?  | CJEB-1509 | フォトブック付DVD | 佐藤実絵子×オンナノコズコラボ |

## SKE48在籍時の参加曲

### シングルCD選抜曲
SKE48名義
- 「青空片想い」に収録
  - バンジー宣言 - 「チームB.L.T.」名義
- 「ごめんね、SUMMER」に収録
  - ピノキオ軍 - 「シアターガールズ」名義
- 「1!2!3!4! ヨロシク!」に収録
  - コスモスの記憶 - 「白組」名義
- 「バンザイVenus」に収録
  - 愛の数 - 「チームKII」名義
  - 卒業式の忘れもの - 「白組」名義
- 「パレオはエメラルド」に収録
  - ときめきの足跡 - 「白組」名義
- 「オキドキ」に収録
  - バズーカ砲発射! - 「白組」名義
- 「アイシテラブル!」に収録
  - ハレーション - 「セレクション8」名義
  - あうんのキス - 「白組」名義
- 「キスだって左利き」に収録
  - 体育館で朝食を - 「白組」名義
- 「チョコの奴隷」に収録
  - バイクとサイドカー - 「14カラット」名義
- 「美しい稲妻」に収録
  - 2人だけのパレード - 「Team KII」名義
- 「賛成カワイイ!」に収録
  - カナリアシンドローム - 「白組」名義
- 「未来とは?」に収録
  - S子と嘘発見器 - 「Team KII」名義
- 「不器用太陽」に収録
  - 放課後レース - 「Team S」名義
- 「12月のカンガルー」に収録
  - 消せない炎 - 「Team S」名義
- 「コケティッシュ渋滞中」に収録
  - DIRTY - 「Team S」名義
  - 僕は知っている - 「DOCUMENTARY of SKE48」名義
  - 桜、覚えていてくれ

AKB48名義
- 「ギンガムチェック」に収録
  - あの日の風鈴 - 「ウェイティングガールズ」名義

### アルバムCD選抜曲
SKE48名義
- 『この日のチャイムを忘れない』に収録
  - 叱ってよ、ダーリン! - 「チームKII」名義
  - ヘビーローテーション - 「チームKII」名義

AKB48名義
- 『ここにいたこと』に収録
  - ここにいたこと
- 『1830m』に収録
  - 青空よ 寂しくないか?

### 劇場公演ユニット曲
チームS 1st Stage「PARTYが始まるよ」公演
- あなたとクリスマスイブ（1st UNIT）
- クラスメイト（2nd UNIT）

 チームS 2nd Stage「手をつなぎながら」公演
- Glory days（バックダンサー）
- 雨のピアニスト
松井玲奈のユニットアンダー

 チームKII 1st Stage「会いたかった」公演
- 涙の湘南
- リオの革命
- JESUS

 チームKII 2nd Stage「手をつなぎながら」公演
- この胸のバーコード
- 雨のピアニスト
佐藤聖羅、内山命のユニットアンダー

 SKE48 研究生「PARTYが始まるよ」公演
- あなたとクリスマスイブ

チームKII 3rd Stage「ラムネの飲み方」公演
- Nice to meet you!
- 眼差しサヨナラ
古川愛李のユニットアンダー

チームKII 4th Stage「シアターの女神」公演
- 嵐の夜には
- ロッカールームボーイ ※
※加藤智子のユニットアンダー
- 夜風の仕業※
※高柳明音のユニットアンダー

 チームS 5th Stage「制服の芽」公演
- 女の子の第六感
- 万華鏡 ※
※宮前杏実のユニットアンダー
- 枯葉のステーション※
※渡辺美優紀のユニットアンダー

## 出演

### バラエティ・情報番組
- 地元応援バラエティ このへん!!トラベラー生放送2時間スペシャル（2009年12月30日、中京テレビ）
- SKE48の世界征服女子（2011年10月3日 - 2012年9月26日、中京テレビ）
- SKE48 エビカルチョ!（2014年11月2日 - 2015年1月4日、日本テレビ）
- 東海北陸フレッシュ便 さらさらサラダ（2015年4月3日 - 、NHK名古屋放送局） - 準レギュラー「さらさらカフェ」担当
- ぶらり名所図解～歴史絵描き旅（2016年10月3日 - 、CCNet） - レギュラー
- 矢方美紀 26歳の乳がんダイアリー（2018年10月27日、NHK総合・NHK名古屋局制作） - ナレーション
- チャント!（2019年4月1日 - 、CBCテレビ） - リポーター

### ラジオ
- SKE48 観覧車へようこそ!!（2009年10月26日・2010年4月5日、CBCラジオ）
- SKE48♥1+1は2じゃないよ!（2010年11月20日・12月24日、東海ラジオ）
- 土曜ワイド 広瀬隆のラジオでいこう!（2010年12月11日 -2016年3月26日 、CBCラジオ） - 「SKE48の省エネ委員会!」のコーナー担当。
- 北野誠のズバリ（2013年4月3日 - 、CBCラジオ） - 「ハートにズバリ」の月曜コーナーレギュラー[注釈 1]、木曜パートナー（2016年7月7日 - ）、火曜日パートナー(2016年10月 - )。
- ナガオカ×スクランブル（2014年4月3日 - 2015年1月29日、CBCラジオ） - 矢方美紀・松村香織とともに木曜アシスタントとして週替りで出演。
- SAKAE MINAMI STYLE （2016年4月5日 - 2018年12月25日、@FM）

### ネット配信
- おしゃべりやってまーす 第48放送 2nd（2011年5月16日 - 、K'z Station）
- SKE48の私立SPA!学園（2011年8月24日・2012年4月26日、ニコニコ動画）

### ライブ
- 佐藤実絵子Birthdayワンマンライブ〜First Color〜（2015年6月28日、HeartLand STUDIO）
- 佐藤実絵子2ndワンマン レコ発ライブ（2015年10月17日（予定）、名古屋CLUB QUATTRO）
- 佐藤実絵子3rdワンマン「約束」（2015年11月21日（予定）、六本木morph-tokyo）